# Listă de regizori sârbi
Aceasta este o listă de regizori de film sârbi:

Cuprins: Început - 0–9 A B C D E F G H I J K L M N O P Q R S T U V W X Y Z

## A
- Andrej Aćin
- Jovan Aćin
- Miroslav Antić

## B
- Branko Baletić
- Predrag Bambić
- Radomir Belaćević
- Dragoslav Bokan
- Dragan Bjelogrlić
- Timothy John Byford

## C
- Denis Cvitičanin

## D
- Srđan Dragojević
- Sinișa Dragin

## Đ
- Mladomir Puriša Đorđević
- Radivoje Lola Đukić

## G
- Jovan Gec

## J
- Arsa Jovanović

## K
- Srđan Karanović
- Emir Kusturica

## L
- Petar Lalović

## M
- Dušan Makavejev
- Sava Mrmak

## P
- Goran Paskaljević

## S
- Žorž Skrigin
- Srđan Spasojević

## Š
- Slobodan Šijan
- Zdravko Šotra

## V
- Slavko Vorkapić

## Ž
- Stevo Žigon
- Želimir Žilnik